# Vođinci
Vođinci är en ort i Kroatien.   Den ligger i länet Srijem, i den östra delen av landet, 210 km öster om huvudstaden Zagreb. Vođinci ligger 84 meter över havet och antalet invånare är 2 123.
Terrängen runt Vođinci är platt. Runt Vođinci är det glesbefolkat, med 19 invånare per kvadratkilometer. Närmaste större samhälle är Vinkovci, 15,3 km öster om Vođinci. Trakten runt Vođinci består till största delen av jordbruksmark.